# Phascolosoma pygmaeum
Phascolosoma pygmaeum är en stjärnmaskart som först beskrevs av Jean Louis Armand de Quatrefages de Bréau 1865.  Phascolosoma pygmaeum ingår i släktet Phascolosoma och familjen Phascolosomatidae. Inga underarter finns listade i Catalogue of Life.